# Guasca (ort)
Guasca är en ort i Colombia.   Den ligger i departementet Cundinamarca, i den centrala delen av landet, 40 km nordost om huvudstaden Bogotá. Guasca ligger 2 681 meter över havet och antalet invånare är 3 540.
Terrängen runt Guasca är huvudsakligen kuperad, men den allra närmaste omgivningen är platt. Runt Guasca är det ganska glesbefolkat, med 47 invånare per kvadratkilometer. Närmaste större samhälle är Cajicá, 17,6 km väster om Guasca. Trakten runt Guasca består i huvudsak av gräsmarker.